# Ocean Gate
Ocean Gate és una població dels Estats Units a l'estat de Nova Jersey. Segons el cens del 2007 tenia 2.130 habitants.

## Demografia
Segons el cens del 2000, Ocean Gate tenia 2.076 habitants, 832 habitatges, i 546 famílies. La densitat de població era de 1.821,7 habitants/km².
Dels 832 habitatges en un 32,6% hi vivien nens de menys de 18 anys, en un 44% hi vivien parelles casades, en un 16,2% dones solteres, i en un 34,3% no eren unitats familiars. En el 28,1% dels habitatges hi vivien persones soles l'11,1% de les quals corresponia a persones de 65 anys o més que vivien soles. El nombre mitjà de persones vivint en cada habitatge era de 2,5 i el nombre mitjà de persones que vivien en cada família era de 3,06.
Per edats la població es repartia de la següent manera: un 26% tenia menys de 18 anys, un 7% entre 18 i 24, un 32,2% entre 25 i 44, un 20,3% de 45 a 60 i un 14,5% 65 anys o més.
L'edat mediana era de 37 anys. Per cada 100 dones de 18 o més anys hi havia 82,2 homes.
La renda mediana per habitatge era de 41.067 $ i la renda mediana per família de 50.847 $. Els homes tenien una renda mediana de 33.558 $ mentre que les dones 30.919 $. La renda per capita de la població era de 19.239 $. Aproximadament el 7,6% de les famílies i el 10,3% de la població estaven per davall del llindar de pobresa.

## Poblacions més properes
El següent diagrama mostra les poblacions més properes.